# سامانثا وود
سامانثا وود (بالإنجليزية: Samantha Wood)‏ هي لاعبة كرة قدم أسترالية، ولدت في 24 مايو 1991 في أستراليا. لعبت مع كانبيرا أفسي وكانبيرا يونايتد.